# Apollinare Agresta
Apollinare Agresta (Mammola, 10 gennaio 1621 – Messina, 23 dicembre 1695) è stato un teologo, filosofo, storico e scrittore italiano.
Abate Generale dei Basiliani d'Italia è ritenuto tra i più illustri dell'ordine Basiliano.

## Biografia
Nato a Mammola (RC) il 10 gennaio 1621, morì a Messina il 23 dicembre 1695. Al battesimo fu chiamato Domenico,  figlio di Giovanni Michele Agresta e di Dianora Scarfò.  Inizia i primi studi alla Grancia Basiliana di Mammola, continua al seminario di Gerace, a 16 anni frequenta gli studi superiori a Napoli, ma viene colto da febbre maligna e miracolosamente come egli afferma recupera la guarigione ritornando a Mammola. Dopo due anni il 23 luglio 1639 veste l'abito di San Basilio Magno nel monastero del San Salvatore di Messina. Abbandonando il nome Domenico prende quello di Paolo; l'anno successivo il 24 luglio 1640 viene consacrato sacerdote nella basilica di Sant'Apollinare di Ravenna, ricevendo il nome di Apollinare e inizia la professione monastica.
Don Apollinare Agresta è stato un dotto teologo, filosofo, studioso, storico e scrittore. Nel 1669 fu insignito del titolo di Maestro di sacra teologia. Negli anni successivi il 24 luglio 1675, viene nominato Abate Generale dell'Ordine dei Basiliani d'Italia da Papa Clemente X, con l'incarico di riorganizzare l'ordine dei Basiliani; nel 1680 veniva ancora confermato, poi riconfermato da Papa Innocenzo XI, ed ancora un'altra volta nel 1692 da Papa Alessandro VIII. Conservò la carica fino alla morte.
Ha rivestito incarichi prestigiosi. Giovanissimo viene insignito di numerose cariche: è responsabile di diversi monasteri della Provincia di Calabria e d'Italia, introduce nuovi metodi di studio per gli studenti, procurandosi fama e onore dalle comunità locali e religiose. Ricopre la carica di Abate al monastero di S. Onofrio, presso Monteleone oggi Vibo Valentia,  regge successivamente la Grangia di San Biagio del monastero basiliano di San Nicodemo di Mammola (RC); ma anche fu inviato al monastero italo-greco di San Giovanni Theresti di Stilo (RC), a reggere il monastero di Mater Domini in Nocera de' Pagani nella Campania, e dopo viene nominato Procuratore Generale della Badia di Grottaferrata, oggi Monastero di Santa Maria di Grottaferrata, meglio conosciuto come Monastero di San Nilo.

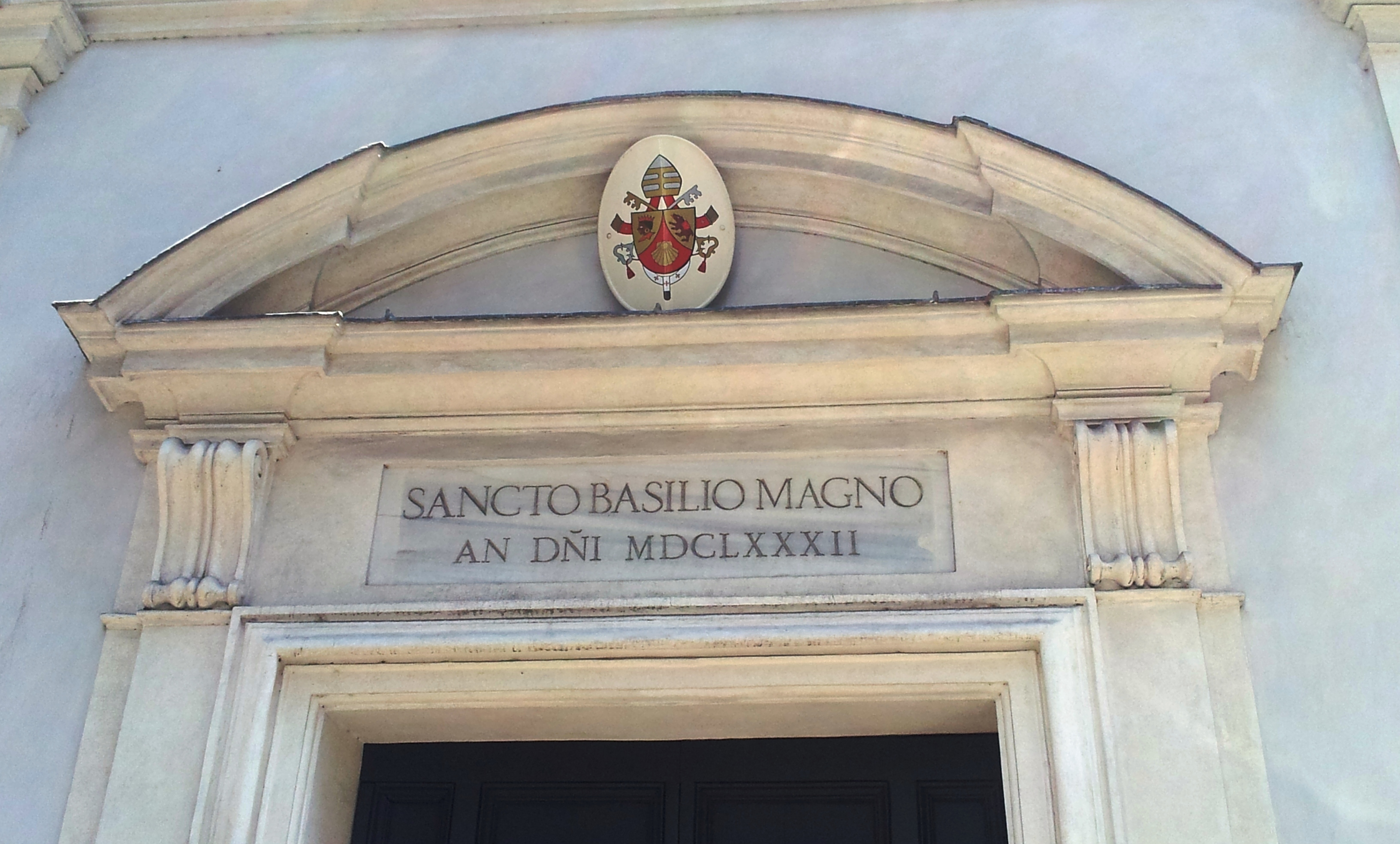
Roma - Chiesa di San Basilio (Stemma visibile sugli archi della Chiesa)

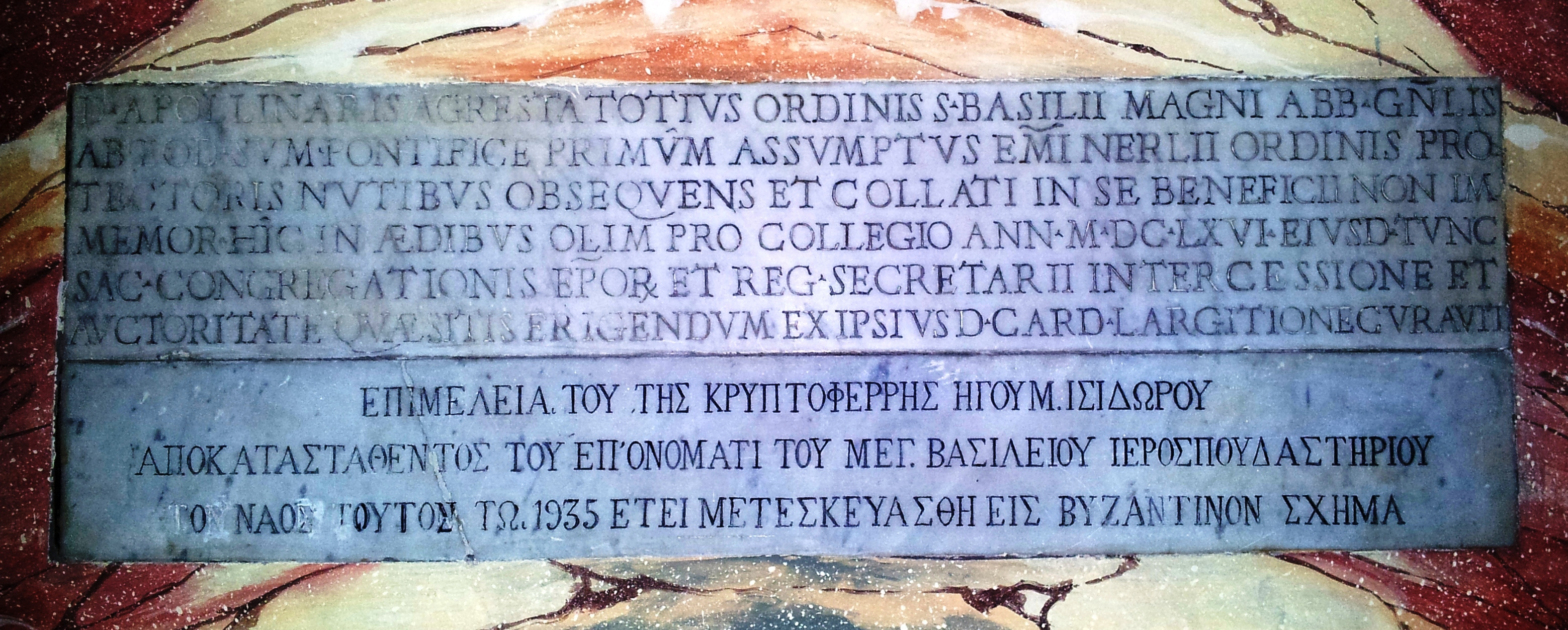
Roma - Chiesa di San Basilio (Lapide a conferma della edificazione voluta da Don Apollinare Agresta)

L'Agresta ebbe sempre a cuore il decoro nel culto e delle costruzioni ed arredamenti degli edifici religiosi. Fu edificata da lui nel 1682 la Chiesa di San Basilio agli Orti Sallustiani a Roma, che si trova in Via San Basilio vicino a Piazza Barberini, come conferma una lapide marmorea in latino dentro la chiesa. Nella Grancia Basiliana di Mammola edificò una cappella in onore di San Nicodemo Abate Basiliano e affidatala alla sorella Vittoria vi fece collocare le reliquie del santo (in seguito al terremoto del 1783 le reliquie sono conservate nella cappella di San Nicodemo nella Chiesa Matrice di Mammola). Si adoperò per la costruzione del Collegio di San Basilio a Roma. Nel monastero di Rosarno restaurò la cappella della Madonna. Acquistò campi e case e restaurò numerosi monasteri permettendo ai monaci di vivere una vita più comoda. Donò indumenti liturgici in tutti i monasteri basiliani.
I Monaci Basiliani del Monastero di Grottaferrata (Roma) devotamente ricordano il loro Generale conservandone, con cura gelosa, un guanto pontificale.
I padri Marco Petta (1921-2007) e Francesco Russo (1908-1991), studiosi e storici del monastero di Grottaferrata, sono state le ultime due personalità religiose che hanno scritto in ricordo dell'Abate Generale Don Apollinare Agresta, consultando all'interno del monastero la vasta biblioteca che conserva scritti di grande valore e importanza.
Nel museo diocesano di Reggio Calabria, si può ammirare un reliquario a braccio, che conserva le reliquie di San Giovanni Thereste, donate dall'Agresta quando ricopriva la carica di Abate del monastero italo-greco di Stilo.
Un ritratto in giovane età del monaco è pubblicata nel libro "Mammola" di Don Vincenzo Zavaglia.

## Alcune Opere
Autori di numerose pubblicazioni, i libri di Don Apollinare Agresta, a distanza di secoli, ancora oggi vengono consultati e citati da numerosi ricercatori e studiosi, tra le sue opere più importanti ricordiamo:
- Vita di San Basilio Magno (Roma 1658; 2ª ed., Messina 1681). Ancor oggi pregevole per le molte notizie che ci dà dei monasteri basiliani delle Calabrie e d'Italia.
- Vita di S. Giovanni Theristi (Roma 1653, 2ª ed., 1677);
- Vita di San Nicodemo A.B. (Roma 1677);
- Privilegi e concessioni fatti dal Gran Conte Ruggero al sacro archimandritale Monastero di Giov. Theristi (Roma 1675);
- Constitutiones Monachorum Ordinis S. Basilii Magni Congregationis Italiae (Roma 1678)
- Compendio delle Regole o vero Costitutioni monastiche di S. Basilio raccolto dal Bessarione (Roma 1689) – Ristampa;
- Sono rimaste invece inedite alcune brevi biografie riguardanti San Luca di Tauriano, il beato Stefano di Rossano, San Proclo di Bisignano, la beata Teodora Vergine, San Onofrio di Belloforte e San Fantino di Tauriana.